# NGC 3754
NGC 3754 é uma galáxia espiral (Sb) localizada na direcção da constelação de Leo. Possui uma declinação de +21° 59' 08" e uma ascensão recta de 11 horas, 37 minutos e 55,0 segundos.
A galáxia NGC 3754 foi descoberta em 5 de Abril de 1874 por Ralph Copeland.